# Immortal Cities: Children of the Nile
Immortal Cities: Children of the Nile je počítačová hra vytvořená společností Tilted Mill Entertainment, která byla uvedena na trh v listopadu 2004. Jedná se o budovatelskou strategii zasazenou do prostředí starověkého Egypta. Hlavním designérem hry byl Chris Beatrice, který stál za dalšími úspěšnými hrami tohoto žánru jako byly např. Caesar, Lords of the Realm, Pharaoh a Zeus. Hra využívá plně trojrozměrného zobrazení namísto dříve používaného izometrického pohledu. S obrazem lze volně otáčet a vše si prohlédnout z různých úhlů, zobrazení lze přiblížit a ukázat tak i nejmenší detaily jednotlivých NPC, které lze také kamerou sledovat při jejich pohybu a činnosti. Všichni obyvatelé mají vlastní jména a tvoří rodiny.
Hra obsahuje tři velké kampaně na lehké, střední a vysoké obtížnosti, z nichž každá obsahuje několik scénářů. Tyto scénáře velkých kampaní lze hrát i jednotlivě. Další kampaně a scénáře si hráč může sám vytvořit pomocí editoru, který je součástí hry. Cílem každého scénáře je splnění určitého úkolu v rámci Egypta, dosažení určitého věhlasu faraona, vybudování nějaké velké stavby (např. pyramidy) či různá kombinace více takových úkolů. Jak je to běžné u tohoto žánru počítačových her v hraní a rozvíjení města lze pokračovat i po splnění cílů daného scénáře.

## Charakteristika
Hráč je v pozici vládce (faraona), který buduje nové město. Vytváří podmínky pro rozvoj města, musí přilákat pracovníky a zabezpečovat jejich různé potřeby (jídlo, potřeba běžného a luxusního zboží, zdravotnická péče, uctívání bohů, vzdělání, zábava). Pokud obyvatelé, které hráč nemůže přímo ovládat, nejsou spokojeni se životem ve městě a s kvalitou zabezpečení svých potřeb, mohou proti vládě protestovat (v době protestu nepracují a demonstrují před vládním palácem) a v případě soustavné nespokojenosti svoji pozici opustit a stát se tulákem, který nejen žebrá, ale i okrádá a přepadá jiné obyvatele, či město opustit úplně. Základní část hry se odehrává v samotném městě, vztahy vůči okolí se pak realizují na zvláštní dvourozměrné mapě Egypta. Zde faraon rozhoduje o vysílání expedicí do okolí, dovozu a vývozu surovin, navázání vztahů s kupci a útocích na nepřátele v okolí.

## Populace
Různé skupiny obyvatel mají různé potřeby, na straně druhé mají pro rozvoj města jiný přínos. Obyvatelé města původně pocházejí z vesničanů, kteří v dané oblasti žijí, následně pak sami či jejich děti mohou stoupat po společenském žebříčku na výše postavené posty.

### Zemědělci
Zemědělci vždy tvoří základ existence města, neboť pěstují plodiny, z nichž se získává jídlo pro veškeré obyvatele. Zemědělská výroba funguje v cyklech, které se skládají z období záplav (achet), kdy vzedmutá hladina Nilu přináší nánosy bahna bohaté na živiny, setí (peret), v němž zemědělci zakládají pole, a sklizně (šem), kdy sklízejí své výpěstky a odnášejí je na mlat. Kvalita záplav určuje výši zemědělských výnosů v daném cyklu.

### Obchodníci
Obchodníci vyrábějí běžné a luxusní zboží, které směňují s ostatními obyvateli za jídlo. Potřebné suroviny buď sami sbírají a těží, nebo je získávají z dovozu či faraonem organizovaných těžeb. Mezi běžné zboží, které potřebují všichni obyvatelé, patří košíky, plátno, rohože a nádobí, mezi luxusní zboží, které vyžadují vyšší vrstvy společnosti, patří líčidla, nábytek, šperky, voňavky, sandály a sochy.

### Řemeslníci
Řemeslníci vyrábějí další zboží potřebné pro jiná povolání či pro stavbu budov, resp. se na stavbách podílejí. Cihláři vyrábějí cihly, z nichž zedníci staví většinu budov, pekaři pečou chleba pro všechny státní zaměstnance, sochaři otesávají velké sochy, obelisky a stély, výrobci papyru z rákosu vyrábějí papyrus, zbrojíři zhotovují zbraně, válečné vozy, zbroje a kopisy potřebné pro vojáky, výrobci lodí zabezpečují výrobu místních prámů na přepravu objemných surovin, válečných lodí a jachet pro zábavu šlechty.

### Dělníci
Dělníci na státem organizovaných akcích těží různé suroviny (zlato, smaragdy, cín, měď, tyrkysy, kvádry vápence a kvalitního vápence, neotesané čedičové sochy, žulové stély a obelisky), osazují stavby chrámů, soch, obelisků a stél neotesanými polotovary, stavějí pyramidy.

### Vojáci
Vojáci buď jako městské stráže hlídají bezpečnost města před nájezdníky a zločiny tuláků, nebo jako kopiníci, lučištníci či vozatajové bojují v bitvách proti nepřátelům v okolí města.

### Vzdělaní obyvatelé
Vzdělaní obyvatelé se podílejí na řízení města. Kněží vyučují studenty ve školách, poskytují zdravotnickou péči v nemocnicích a lékárnách, pečují o bohy (kterých je celkem 14) ve svatyních a chrámech a poskytují pohřební služby v márnicích. Písaři počítají pole pro vyměření daní, pracují na tržišti a vybírají cla od cizích kupců. Vojenští velitelé cvičí vojáky, zabezpečují hlídkování městských stráží a vedou vojáky do bitev. Dozorci organizují práci dělníků a dozírají na ně. Všichni vzdělaní obyvatelé vyžadují luxusní zboží a pořádání slavností v domech šlechty, na nichž působí baviči.

### Šlechta
Šlechta na svých farmách prostřednictvím zemědělců pěstuje potraviny. Ke svému spokojenému životu její příslušníci vedle luxusních druhů zboží vyžadují pořádání slavností pomocí bavičů, výrobu zábavních jachet, zaměstnávají služebníky pro své potřeby, své zesnulé po obřadech v márnici pohřbívají ve velkých hrobkách, kupují stromky pro zahrady vlastních sídel v pěstitelských školkách.

### Faraon
Faraon má vedle rozhodování o výstavbě jednotlivých budov a vedle úkolování vzdělaných pracovníků také právo vydávat vyhlášky, kterými může uspořádat např. oslavu státního či náboženského svátku (stojí jídlo, zvyšují spokojenost obyvatel, kteří po určitou dobu nepracují a pouze oslavují), rozdělit mezi obyvatele jídlo z vládních sýpek (pokud v případě neúrody hrozí jejich hladovění), uvalit na obyvatele vyšší daně apod. Faraon způsobem své vlády získává určitý věhlas, který podmiňuje množství vzdělaných obyvatel v jeho službách. Věhlas se zvyšuje vylepšováním vládního paláce, budováním hrobek (různě velké mastaby z cihel a pyramidy z vápence a kvalitního vápence), úspěšnými akcemi v rámci Egypta (výzkumné výpravy, navázání spolupráce s kupci, jinými městy, dodavatelskými místy a monumenty, porážka nepřátel), propagandou (budování stél a obelisků připomínajícím úspěchy dosažené v rámci Egypta), budováním soch. Postupem doby věhlas získaný jednotlivými akcemi klesá, a proto se faraon nemůže spokojit s dosaženými výdobytky, ale musí stále podnikat další akce k udržení a zvýšení svého věhlasu.